# Оноре II (князь Монако)
Оноре II (фр. Honore II; 1597 — 10 января 1662) — сеньор Монако в 1604—1619 годах, князь Монако с 1612 года. Старший сын Эркюля Гримальди и его жены Марии Ланди.

## Биография
Наследовал титул сеньора Монако 29 ноября 1604 года, когда заговорщиками был убит его отец Эркюль. До 1616 года от имени Оноре правил в качестве регента его дядя, Франциск Ланди де Вальдетар.
В 1612 году Оноре, первым из сеньоров Монако, получил титул князя. До 1619 года он именовался «сеньор и князь Монако», затем — только «князь Монако».
В 1605 году регент дал согласие на размещение в Монако испанского гарнизона, который во время Тридцатилетней войны, в 1641 году, был изгнан французами. 14 сентября 1641 года Оноре и король Франции Людовик XIII подписали Пероннский договор. По условиям договора прекращался испанский протекторат, Монако становилось вассалом короля Франции. В качестве компенсации за неаполитанские и миланские владения Гримальди, которые были конфискованы испанцами, Людовик обещал выплачивать ежегодно 25 000 экю. В 1659 году одним из пунктов Пиренейского договора был оговорен возврат этих владений семье Гримальди.
В мае 1642 года Оноре были пожалованы титулы пэра и герцога Валентинуа. Для старшего сына был дарован титул маркиза Бо, а в 1643 году — графство Карладе для старшего внука. Позже Оноре отказался от пэрства, получив в качестве компенсации герцогство Ланти.
В качестве компенсации за Орден Золотого руна, которого он был лишён испанцами, 22 мая 1642 года Оноре был награждён французскими орденами Святого Духа и Святого Михаила.
Оноре реконструировал княжеский дворец в Монако, украсив его картинами, другими произведениями искусства и изящной мебелью. В 1640 году первым из правителей Монако начал чеканить собственную монету.
Был женат на Ипполите Тривульцио, с которой имел одного сына — Эркюля. Так как сын умер в 1651 году, наследником Оноре стал его внук Луи.